# دایسوکه ریو
دایسوکه ریو (انگلیسی: Daisuke Ryu؛ (زادهٔ ۱۴ فوریهٔ ۱۹۵۷ – درگذشتهٔ ۱۱ آوریل ۲۰۲۱) هنرپیشه اهل کشور کره جنوبی و ساکن کشور ژاپن بود.
از فیلم‌هایی که وی در آن نقش داشت، می‌توان به آشوب و کاگه‌موشا اشاره کرد.